# 1977 en Belgique
Chronologie de la Belgique
- 1973
- 1974
- 1975
- 1976
- 1977
- 1978
- 1979
- 1980
- 1981

Cette page recense des événements qui se sont produits durant l'année 1977 du calendrier grégorien en Belgique.

## Chronologie

### Janvier
- 1er janvier : l'arrêté royal sur les fusions de communes entre en vigueur. Le nombre de communes en Belgique passe de 2 359 à 596.

### Avril
- 17 avril : élections législatives et provinciales.

### Mai
- Du 9 au 25 mai : pacte d'Egmont. Accord sur la création de pouvoirs législatif et exécutif pour chaque communauté culturelle (flamande, francophone et germanophone), à côté de la création de trois régions administratives (bruxelloise, flamande et wallonne). L'accord prévoit en outre des droits et des facilités pour les francophones habitant la périphérie bruxelloise.

- 21 mai : l'incendie de l'hôtel des Ducs de Brabant à Bruxelles fait 19 morts[1]

### Juin
- 3 juin : installation du gouvernement Tindemans IV, coalition de centre-gauche.

### Septembre
- 5 septembre: fermeture de l'usine sidérurgique d'Athus. Elle sera la première grande usine de ce type à fermer en Belgique, annonçant le déclin de la métallurgique dans toute la région lorraine mais aussi dans l'Europe entière. Cette fermeture engendrera une catastrophe socio-économique pour la cité luxembourgeoise et ses environs.

### Décembre
- 24 décembre : De violentes tempêtes s'abattent sur le territoire, entrainant de nombreuses inondations et 7 morts [2].

## Culture

### Littérature
- Prix Victor-Rossel : Vera Feyder, La Derelitta

## Sciences
- Prix Nobel de chimie : Ilya Prigogine (ULB), pour ses travaux sur la thermodynamique et les structures dissipatives.
- Prix Francqui : Jacques Taminiaux (philosophie, UCL).

## Naissances
- 6 février : Tanja Dexters, présentatrice, Miss Belgique 1998.
- 9 février : Jurgen Van de Walle, coureur cycliste.
- 21 mars : Ilse Heylen, judokate.
- 3 avril : Véronique De Kock, présentatrice, Miss Belgique 1995.
- 5 mai : Virginie Efira, présentatrice et actrice.
- 6 mai : Christophe Brandt, coureur cycliste.
- 6 juin : Tony Sergeant, joueur de football.
- 1er juillet : Björn Leukemans, coureur cycliste.
- 8 décembre : Matthias Schoenaerts, acteur.

## Décès
- 20 février : Jean Capelle, joueur de football.
- 8 avril : Philibert Smellinckx, joueur de football.
- 22 avril : Edward Van Dyck, coureur cycliste.
- 24 avril : Victor Larock, homme politique.
- 7 mai : Marguerite De Riemaecker-Legot, femme politique.
- 27 mai : Floribert Jurion, ingénieur agronome (° 8 avril 1904).
- 19 juin : Edmond Yernaux, homme politique.
- 3 juillet : Michel Vanderbauwhede, joueur de football.
- 5 septembre : Marcel Thiry, écrivain de langue française.
- 30 septembre : Louis Duerloo, coureur cycliste.
- 10 octobre : Franz Grégoire, théologien et philosophe (° 16 août 1898).
- 11 octobre : Jean Duvieusart, homme politique, Premier ministre.
- 22 octobre : Julien Delbecque, coureur cycliste.
- 20 décembre : André-Marie Charue, évêque de Namur.

## Statistiques
- Population totale au 1er janvier 1977 : 9 823 302 habitants[3].